# Braniewo (Landgemeinde)
Die Gmina wiejska Braniewo ist eine Landgemeinde im Powiat Braniewski in der Woiwodschaft Ermland-Masuren in Polen. Sie zählt 6203 Einwohner (30. Juni 2015) und hat eine Fläche von 306,9 km², die zu 22 % von Wald und zu 60 % von landwirtschaftlicher Fläche eingenommen wird. Verwaltungssitz der Landgemeinde ist die Stadt Braniewo (deutsch Braunsberg), die ihr als eigenständige Stadtgemeinde nicht angehört.

## Geographie
Nachbargemeinden der Gmina Braniewo sind:
- Stadt Braniewo
- Gmina Frombork (Frauenburg)
- Gmina Lelkowo (Lichtenfeld)
- Gmina Pieniężno (Mehlsack)
- Gmina Płoskinia (Plaßwich)
- Stadt Mamonowo (Heiligenbeil)/Russland.

## Gliederung
Die Landgemeinde umfasst 22 Ortschaften mit Schulzenamt und 32 weitere Ortschaften:
(in Kursiv-Schrift: Ortsnamen vor 1945):
| - Bobrowiec (Klein Amtsmühle) - Garbina (Willenberg) - Gronowo (Grunau) - Grzechotki (Rehfeld) - Jarocin (Herzogswalde) - Klejnowo (Klenau) - Krasnolipie (Schönlinde) - Krzewno (Hohenwalde) - Mikołajewo (Blumberg) - Nowa Pasłęka (Neu Passarge) - Pęciszewo (Waltersdorf) | - Podgórze (Huntenberg) - Rodowo (Radau) - Rogity (Regitten) - Rusy (Rossen) - Stępień (Stangendorf) - Szyleny (Schillgehnen) - Świętochowo (Sonnenstuhl) - Wola Lipowska (Breitlinde) - Zakrzewiec (Vogelsang) - Zawierz (Zagern) - Żelazna Góra (Eisenberg) |

Sie vereinen folgende Ortschaften: 
Bemowizna (Böhmenhöfen), Brzeszczyny (Schwillgarben), Cielętnik (Kälberhaus), Działy (Albertshof), Elżbiecin (Lisettenhof), Glinka (Hermannshof), Goleszewo (Wilhelmshof), Grodzie, Gronówko (Grunenfeld), Grzędowo (Rödersdorf), Józefowo (Josephsau), Kalina (Kayling), Kalinówek (Einigkeit), Kiersy (Kirschdorf), Klejnówko (Gut Klenau), Maciejewo (Maternhöfen), Marcinkowo (Mertensdorf), Młoteczno (Hammersdorf), Podleśne (Vorderwalde), Prątnik (Marienfelde), Prętki (Marienhöhe), Różaniec (Rosenort), Rudłowo (Rodelshöfen), Rydzówka, Siedlisko (Einsiedel), Stara Pasłęka (Alt Passarge), Strubiny (Strauben), Ujście (Pfahlbude), Ułowo (Auhof), Wielewo (Fehlau), Wikielec (Winkelsdorf), Wilki (Birkenau), Zgoda (Gerlachsdorf), 
 und die Siedlung Lipowina (Lindenau).
Untergegangene Orte sind:
 Antyki (Anticken), Banowski Młyn (Bahnau Mühle), Biała Góra (Julienhöhe), Brzeziniak (Birkmannshöfen), Chłopki (Klopchen), Czarna Grobla (Schwarzdamm), Gronkowo (Grunenberg), Kocia Kępa (Katzenzagel), Kokoszewo (Henneberg), Kolonia Wilki (Kleinwalde), Lipówka (Lindwald), Łysaki (Kahlwalde), Miki (Mücken), Murawka (Friedrichsruh), Nowa Dąbrowa (Neu Damerau), Nowe Banowo (Neu Bahnau), Nowota (Laurashof), Podbórz (Knorrwald), 
Prusowo (Preuschhof), Różanka (Rosenhof), Runka (Ruhnenberg), Strzyżewo (Streitswalde), Ustroń (Friedhöfchen), Wrzosek (Heidenhof), Zakrze (Pagendorf), sowie: Wachtbude und Wermten (tlw., durch russisch-polnische Staatsgrenze geteilt)